# أندريس فاليجو
أندريس فاليجو (بالإسبانية: Andrés Vallejo)‏ هو صحفي وسياسي إكوادوري وكولومبي، ولد في 8 أكتوبر 1940 في كيتو في الإكوادور. حزبياً، نشط في Democratic Left (Ecuador) ‏.